# N4 (België)
De N4 (Nationale weg 4) is een Belgische gewestweg die loopt van Brussel via Namen, Marche-en-Famenne, Bastenaken en Aarlen naar Luxemburg. De lengte van de weg, tussen Brussel en de Belgisch-Luxemburgse grens, bedraagt 192 kilometer. Deze weg is de langste nationale weg van België.

## Beschrijving
De weg vormt de vroeg uitgebouwde verbinding tussen Brussel en Luxemburg en is voor het grootste deel ruim uitgevoerd met drie en tussen Namen en Martelange zo goed als volledig met vier rijstroken. Bovendien waren er langs de hele route cafés, restaurants, frietkotten en tankstations te vinden. Sinds 1990 verkiezen de meeste automobilisten de parallel liggende A4/E411 tussen Brussel en Aarlen. Hierdoor verdwijnen deze etablissementen meer en meer. Een meer controversieel verschijnsel was het verrijzen van talloze barbordelen langs de hele route, met een concentratie in de regio Aarlen. Een aantal van deze barbordelen bestaat nog.
Tussen Bastenaken en Aarlen passeert de N4 het plaatsje Martelange. In het dorp valt de Belgisch-Luxemburgse grens enkele kilometers samen met de weg. Daar liggen aan de Luxemburgse zijde van de straat twaalf tankstations.

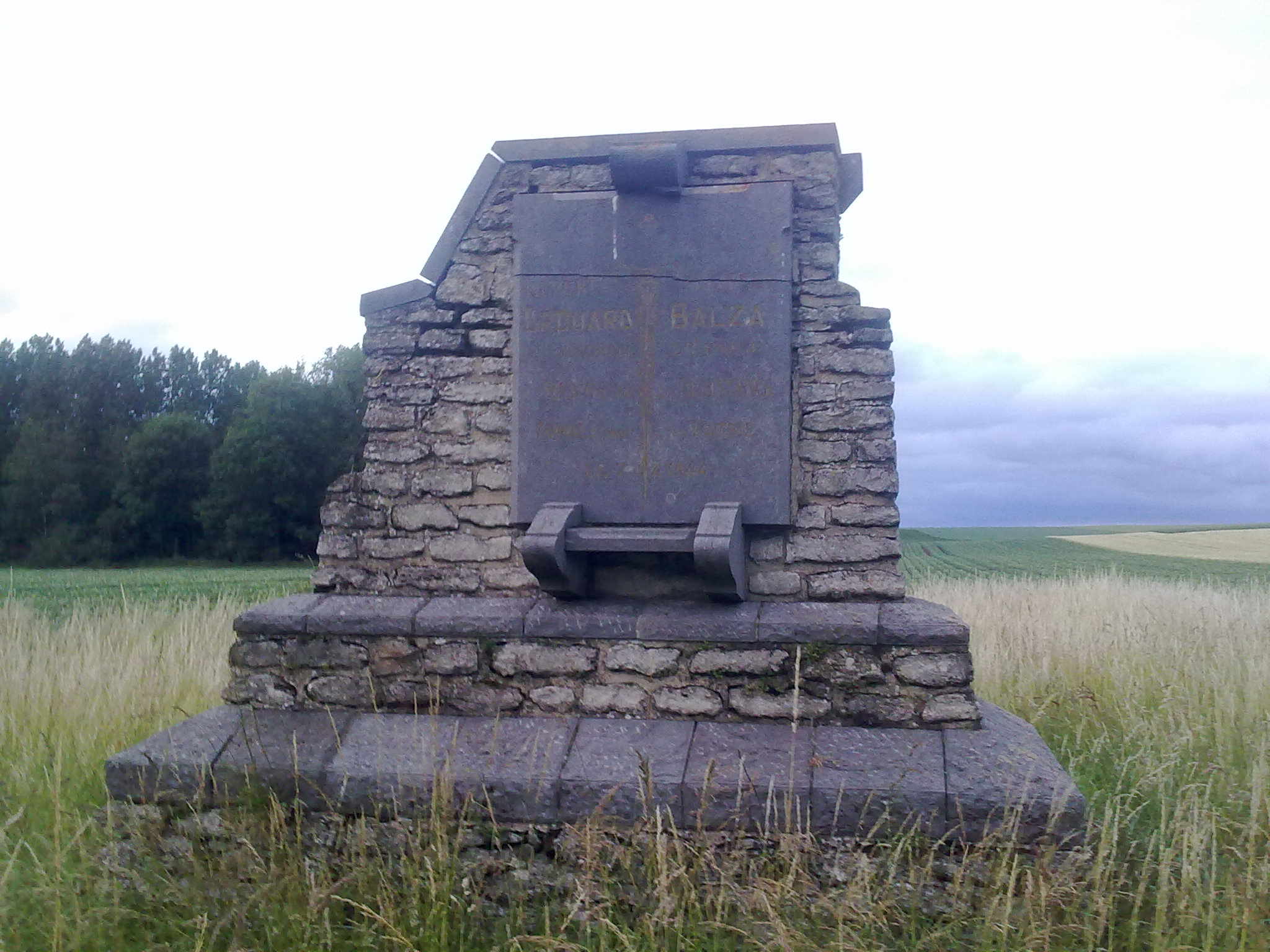
Monument ter gedachtenis van Georges Balza (Ernage) en Albert Drouard (Sauvenière), neergeschoten op 7 september 1944. N4, km32, Nil St Vincent - Walhain.

## Geschiedenis
Tussen 1718 en 1740 werd een verharde weg aangelegd van de Leuvensepoort in Brussel (Sint-Joost-ten-Node) naar Overijse (en later Waver). Bij Oudergem werd een aftakking naar Tervuren aangelegd. Het zou tot het Verenigd Koninkrijk der Nederlanden duren eer de steenweg verlengd werd tot Namen.
De steenweg tussen Namen en Marche-en-Famenne werd aangelegd in de achttiende eeuw door de Oostenrijkers. Het segment Attert - Martelange werd aangelegd onder het Frans bestuur (1795-1815). Onder het Verenigd Koninkrijk der Nederlanden (1815-1830) werd Marche-en-Famenne via Bastenaken verbonden met dit segment en kwam de huidige N4 tot stand. In dezelfde periode werd immers ook het deel Waver - Namen aangelegd.
De N4 speelde een belangrijke rol in het uiteindelijke vredesverdrag tussen Nederland en België in 1839, waarbij Belgisch Luxemburg en het Land van Aarlen aan België werden toegwezen. Deels kwam dit doordat Luxemburg-stad niet in Belgische handen was gevallen bij de opstand, waardoor de Belgen de provinciale administratie in Aarlen hadden gehuisvest. De hoofdreden waarom het Land van Aarlen bij België werd gevoegd, was echter strategisch. De Fransen wensten dat de weg Aubange-Aarlen (N81) en Aarlen-Bastenaken (N4) integraal op Belgisch grondgebied zou liggen, zodat er via Longwy een verbinding was met Frankrijk. Vanuit hun optiek moest België namelijk een buffer vormen tegen de Duitse Bond, waartoe het groothertogdom behoorde. 

## Trivia
In 2007 bracht het Rotterdamse bureau Artgineering de N4 in kaart van uit een planologisch, sociologisch en verkeerskundig perspectief. Het leidde tot het boek N4 Toward a Living Infrastructure! In 2015 figureerde de weg eveneens in de aflevering De steenweg van de driedelige documentaire reeks Archibelge.

## Aftakkingen

### N4b
De N4b is een aftakking van de N4 in het dorp Tombeek bij Overijse. De weg heeft een lengte van 1,6 kilometer en gaat door het dorp heen, terwijl de N4 eromheen gaat.

### N4c
De N4c is een aftakking van de N4 bij Sinsin. De weg is ongeveer 1,1 kilometer lang en ligt grotendeels parallel aan de N4.

### N4d
De N4d is een 1 kilometer lange verbindingsweg tussen de N4 en de N829 bij Ortheuville. De weg is bedoeld voor het verkeer dat uit de richting van Aarlen de N829 op wil, of voor verkeer dat van de N829 de N4 richting Namen op wil. N829 heeft in de andere richting van N4 zijn eigen afrit.

### N4e
De N4e is een afrit van de N4 bij de plaats Grumelange. De weg vormt tevens een rustplek langs de N4. De gehele weg is ongeveer 280 meter lang.

### N4f, N4g, N4h, N4j
De N4f, N4g, N4h, N4j zijn korte aftakkingen van de N4 rond het treinstation Namen.
- De N4f gaat over de Boulevard de Merckem en Boulevard du Nord aan de noordzijde van het station. De weg heeft een lengte van ongeveer 750 meter.
- De N4g is de verbindingslus vanaf de N4 dat over de sporen heen gaat naar de rotonde Boulevard du Nord. Deze lus heeft een lengte van ongeveer 300 meter.
- De N4h is een verbindingsweg aan de zuidkant van het station en verbindt de N4 uit Aarlen met het Place de la Station. De weg is ongeveer 450 meter lang.
- De N4j verbindt de rotonde van de N4 aan de zuidkant van het station met de N4h richting het station toe. Deze weg is ongeveer 130 meter lang.

### N4i
De N4i is een weg die als rustplaats dient ter hoogte van Grumelange. De weg is 750 meter lang, maar mag over ongeveer de helft van die lengte alleen door speciaal verkeer worden gebruikt.

### N4k
De N4k is een verbindingsweg in Namen voor het doorgaande verkeer afkomstig van de N92 richting het treinstation Namen. De weg ligt naast de rivier de Maas en gaat onder de N4 door. De weg heeft een lengte van ongeveer 350 meter en gaat over de Rue des Quatre Fils Aymon.

### N4t
De N4t is een 1,9 kilometer lange parallelweg van de N4 ter hoogte van de plaats Bande. De weg vormt tevens een afrit aan de N4 voor de plaats Bande. De N4t ligt aan de westkant van de N4 en is, op de af- en toerit naar de N4 toe na, in beide richtingen te berijden. Verkeer uit de richting van Bastenaken moet gebruik maken van een viaduct over de N4 om op de N4t te kunnen komen. Aan de N4t bevinden zich diverse woningen.